# Saint-John Perse

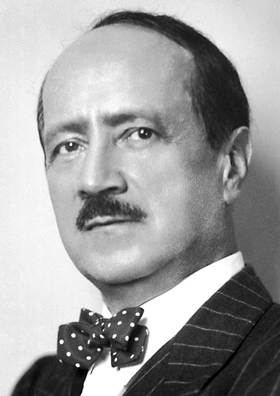
Saint-John Perse (1960)

Saint-John Perse (eigentlich Alexis Leger; * 31. Mai 1887 in Pointe-à-Pitre auf Guadeloupe; † 20. September 1975 in Giens) war ein französischer Dichter, Diplomat und Nobelpreisträger für Literatur.

## Leben
Alexis Leger verbrachte seine Kindheit auf den Französischen Antillen. Mit seiner Familie kehrte er 1899 zurück nach Frankreich, wo er Rechtswissenschaften und Politikwissenschaften in Bordeaux und Paris studierte.

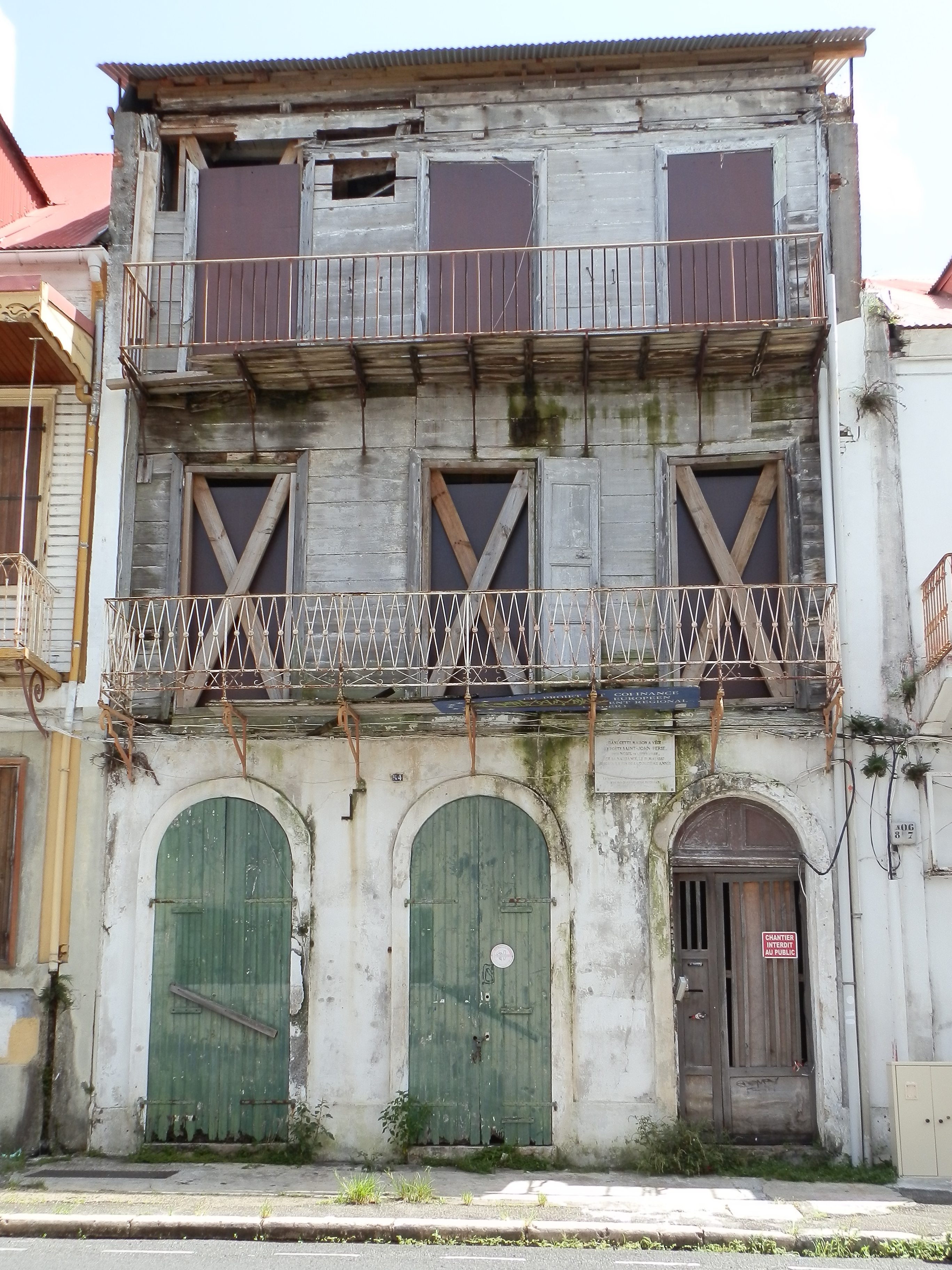
Geburtshaus (Zustand 2012)

1914 trat er in den diplomatischen Dienst und wurde 1916 Legationssekretär in Peking, bereiste Korea, die Mongolei und Japan. Nach dem Ersten Weltkrieg wurde er Berater des französischen Außenministers Aristide Briand. 1929 wurde er zum Directeur des Affaires politiques im Außenministerium ernannt. 1933 wurde er als Nachfolger seines langjährigen Förderers und Freundes Philippe Berthelot Generalsekretär des Außenministeriums.
Wegen seiner ablehnenden Haltung gegenüber der Beschwichtigungspolitik zum nationalsozialistischen Deutschland wurde Alexis Leger 1940 seiner Ämter enthoben. Er verlor die französische Staatsbürgerschaft, und sein gesamtes Vermögen wurde beschlagnahmt. Er emigrierte daraufhin in die USA, wo er als Berater für die Library of Congress arbeitete. Nach dem Zweiten Weltkrieg wurde er in Frankreich rehabilitiert. Trotzdem blieb der Diplomat Alexis Leger zunächst in den USA und kehrte erst 1957, als Dichter Saint-John Perse, nach Frankreich zurück. 1960 wurde er als Ehrenmitglied in die American Academy of Arts and Letters und 1963 in die American Academy of Arts and Sciences gewählt.
Die südfranzösische Stadt Aix-en-Provence beherbergt heute ein Zentrum mit einer Bibliothek zum Studium des Werkes von Saint-John Perse. In Pointe-à-Pitre wurde in einem alten Gebäude im Kolonialstil ein Museum eingerichtet.

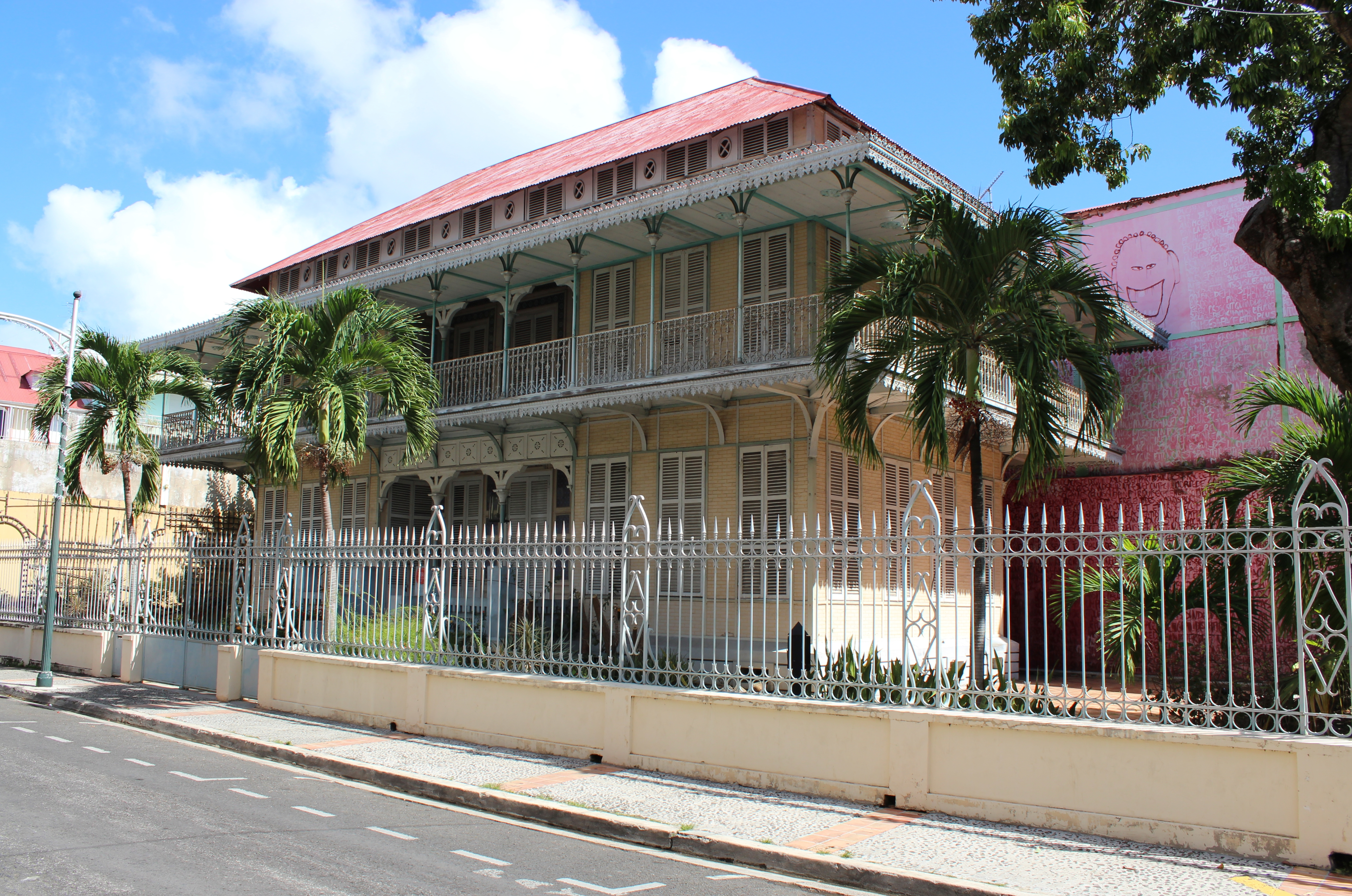
Musée Saint-John Perse, Pointe-à-Pitre, Guadeloupe

## Literarisches Schaffen
1960 erhielt Saint-John Perse „für den hohen Flug und die bildschöpferischen Phantasien seiner Dichtung, die die Zeitlage visionär widerspiegelt“ den Nobelpreis für Literatur. Seine Dichtung steht in der Tradition Arthur Rimbauds. Hugo Friedrich apostrophiert Perse in seinem Buch über Die Struktur der modernen Lyrik als besonders radikalen Vertreter der modernen Lyrik. Seine Texte weisen in besonders hohem Maße Kennzeichen auf wie Dissoziation, Verlust der Sinneinheit, bewusste Unverständlichkeit, bewusste Irritation und Verunsicherung des Lesers. Gleichzeitig finden sich hymnische Lobgesänge auf Wind und Wellen, auf die Natur und das Universum wie in Vents und Amers.

## Werke (Auswahl)
- Éloges (enthaltend Images à Crusoé, Pour fêter une enfance, Éloges), 1911 (Preislieder, Übers. Rudolf Kassner, durchgesehen von H. Steiner, 1938; auch von Friedhelm Kemp, 1957)
- Anabase, 1924 (Anabasis) Übers. Walter Benjamin (?)[2] und Bernhard Groethuysen, 1929; durchges, und überarb. von H. Steiner, 1950; wieder von Friedhelm Kemp, 1955
  - Gesang 1, Übers. Werner Riemerschmid, 1950
  - Sieben Gesänge, Übers. W. Benjamin (1925), in Walter Benjamin, Gesammelte Schriften. Kleinere Übersetzungen, Supplément 1, Hgg. Rolf Tiedemann, Hermann Schweppenhäuser. Suhrkamp, Frankfurt 1999, p. 447–453.
- Amitié du Prince, 1924 (Ruhm der Könige, Übers. H. Steiner, 1952)
- Chanson du Présomptif, 1924
- Exil, 1942 (Exil, Übers. L. Gescher, 1948; von Joachim Ringelnatz und W. Rüttenauer, 1949; von Friedhelm Kemp, 1957 (Insel-Bücherei 730))
- Poème à l'Étrangère, 1943 (Gedicht an eine Fremde)
- Pluies, 1943 (Regen, Übers. Erica Lillegg, Henssel 1946, wieder ebd. 1949 mit weit. Texten von ihm)
- Neiges, 1944
- Quatre poèmes (1941-1944) enthaltend Exil, Pluies, Neiges et Poème à l'Étrangère, 1944
- Berceuse, 1945 (Wiegenlied. Übers. Rainer Maria Gerhardt, 1951; Übers. F. Kemp, 1957)
- Vents, 1946 (Winde, Übers. F. Kemp, 1956)
- Amers, 1948 (Seemarken, Übers. F. Kemp, 1959)
- Chronique, 1959 (Chronik, Übers. F. Kemp, 1960)
- Poésie, Rede beim Nobel-Bankett in Stockholm am 10. Dezember 1960 (Übers. F. Kemp, Süddeutsche Zeitung, Neue Zürcher Zeitung und  Die Neue Rundschau, 1960; Übers. K. Spann, Der Tagesspiegel, 1961).
- Oiseaux, 1962 (Vögel, Übers. F. Kemp, 1964)
- Chant pour un équinoxe, 1975
- Dichtungen, in 2 Bänden, Französisch-deutscher Paralleltext, Hg. Friedhelm Kemp, Hermann Luchterhand, Darmstadt 1957, wiederv. 1959
- Das dichterische Werk, 2 Bände, Französisch-deutscher Paralleltext, Hg. Friedhelm Kemp. Vorwort T. S. Eliot Heimeran, München 1978[3]